# Sara Grahn
Sara Karin Maria (Sara) Grahn (Viby (Hallsberg), 24 september 1988) is een Zweeds ijshockeyster. 
Grahn is sinds 2007 doelvrouw van het Zweedse damesteam. Ze nam aan zes wereldkampioenschappen deel. In 2010 en 2014 kwam ze met Zweden uit op de Olympische Winterspelen. Beide keren behaalde Zweden de vierde plaats.